# 4-etil-2-metilheptano
2-etil-4-metil pentano es un alcano de cadena ramificada con fórmula molecular C10H22.